# 1月13日
1月13日是公历（平年）年的第13天，离一年的结束还有352天（闰年是353天）。

## 大事记

### 19世紀以前
- 532年：東羅馬帝國首都君士坦丁堡爆發反對查士丁尼一世的暴動，約3萬人被處死。
- 1750年：西班牙王國和葡萄牙王國簽訂《馬德里條約》，取代先前的《托德西利亞斯條約》。

### 19世紀
- 1822年：第一次埃皮達魯斯全國大會通過將航海旗設計變種旗幟作為希臘國旗的決議。
- 1847年：在美墨战争中，美国和墨西哥签署条约，在加利福尼亚停战。
- 1898年：法国作家埃米尔·左拉向总统费利克斯·福尔发表公开信，要求重审屈里弗斯案。

### 20世紀
- 1915年：意大利發生地震，造成約2萬9800人死亡。
- 1935年：萨尔举行公民投票，90.3%的投票者赞成与纳粹德国合并。
- 1938年：英國國教會宣佈接受進化論。
- 1939年：澳洲維多利亞州發生森林大火，造成71人死亡。
- 1953年：苏联的《真理报》发表文章指责以犹太人为主的著名医生，阴谋毒杀前苏联的政治和军事领导人，医生案件爆发。
- 1964年：第一届阿拉伯国家首脑会议在开罗举行。
- 1967年：纳辛贝·埃亚德马在多哥发起政变来夺取国家政权。
- 1967年：金門上空爆發「一一三空战」，國軍RF-104偵察機與F-104戰機編隊遭遇共機MiG-19攔截，爆發空中戰鬥，長機胡世霖與僚機石貝波，以響尾蛇飛彈擊落2架MiG-19，是台灣海峽最後的空戰。不過是役中，國軍1架F-104（飛行員楊敬宗）在返航時失蹤。另外中共方面也稱獲得空戰勝利，飛行員胡壽根聲稱擊落1架F-104。
- 1972年：加納軍官伊格內修斯·庫圖·阿昌龐領導政變，推翻總理科菲·阿布雷法·布西亞（英语：Kofi Abrefa Busia）和總統愛德華·阿庫福-阿多（英语：Edward Akufo-Addo）。
- 1986年：南也门最高人民委员会主席团主席阿里·纳赛尔和其前任伊斯梅尔的支持者在亚丁爆发流血冲突，伊斯梅尔在冲突中死亡。
- 1988年：中華民國總統蔣經國於臺北市逝世，副總統李登輝隨後宣誓繼任中華民國總統。
- 1991年：蘇聯軍隊襲擊立陶宛首都維爾紐斯的電視塔、廣播電臺等地，造成15人死亡。
- 1993年：禁止化学武器公约签订。
- 1998年：摩天大楼臺北101动工。
- 2000年：美國商人史蒂芬·巴爾默接替創辦人比爾·蓋茲成為微軟執行長，負責公司財務和日常業務。

### 21世紀
- 2001年：薩爾瓦多發生地震逾800人死亡。
- 2010年：法國文化部成立遺產和建築總局。
- 2012年：義大利郵輪歌詩達協和號在吉廖島一帶觸礁擱淺並部分沉沒，造成33人死亡。
- 2018年：美国夏威夷州误报导弹攻击警告，引发居民恐慌，受到全球关注。
- 2021年：香港受一股強烈冬季季候風影響，新界內陸地區的輻射冷卻相當顯著，北潭涌和打鼓嶺氣溫分别只有零下0.5℃及零下0.9℃，創下該兩站有記錄以來氣溫新低，而廣泛新界內陸地區低溫普遍只有0至3℃同時出現明顯的結霜結冰現象。
- 2021年：因为被涉嫌煽动支持者冲击美国国会大厦，前（第45任）美国总统唐纳德·特朗普遭到美国众议院的第二次弹劾，成为美国历史上唯一一名被弹劾两次的总统。特朗普卸任后，2月13日，美国参议院投票认定特朗普无罪。
- 2024年：中華民國舉行第16任總統、副總統、立法委員選舉，並於當日投開票。

## 出生
- 101年：盧基烏斯·埃利烏斯·凱撒，羅馬帝國貴族（138年逝世）
- 1334年：恩里克二世，卡斯蒂利亞王國國王，特拉斯塔馬拉王朝開創者（1379年逝世）
- 1777年：埃莉萨·波拿巴，法國皇帝拿破崙一世大妹、托斯卡尼女大公（1820年逝世）
- 1808年：薩蒙·波特蘭·蔡斯，美國政治人物、法學家，第6任美國首席大法官（1873年逝世）
- 1832年：霍瑞修·愛爾傑，美國少年小說作家（1899年逝世）
- 1864年：威廉·维恩，德國物理學家，1911年诺贝尔物理学奖得主（1928年逝世）
- 1866年：瓦西里·谢尔盖耶维奇·卡林尼科夫，俄羅斯作曲家（1901年逝世）
- 1876年：埃哈德·施密特，德國數學家（1959年逝世）
- 1876年：岡本要八郎，日本教育家、礦物學家（1960年逝世）
- 1878年：陳炯明，中国军事、政治人物（1933年逝世）
- 1884年：約瑟夫·洛克，奧地利裔美國探險家、植物學家、地理學家、語言學家（1962年逝世）
- 1906年：維塔利·阿巴拉科夫，蘇聯登山家、發明家（1986年逝世）
- 1906年：周有光，中國語言學家、文字學家（2017年逝世）
- 1907年：勞榦，中國歷史學家（2003年逝世）
- 1922年：阮進鴻，越南軍醫、官員（2018年逝世）
- 1923年：丹尼尔·夏弗朗，俄羅斯大提琴大師（1997年逝世）
- 1924年：保罗·费耶阿本德，奧地利科學哲學家（1994年逝世）
- 1926年：麥可·龐德，英國作家（2017年逝世）
- 1927年：西德尼·布伦纳，南非生物学家，2002年诺贝尔生理学或医学奖得主（2019年逝世）
- 1932年：李香琴，香港電影及電視劇演員（2021年逝世）
- 1932年：陳日君，天主教香港教區前樞機主教
- 1934年：羅賓·米爾納，英國計算機科學家（2010年逝世）
- 1936年：雷纳托·布鲁松，意大利男中音歌劇唱家
- 1938年：野澤那智，日本男性演員、聲優（2010年逝世）
- 1944年：劉丹，香港男演員
- 1946年：胡國興，香港著名已退休法官，曾參選第五屆（2017年）香港特別行政區行政長官選舉
- 1947年：卡爾斯·雷克薩奇，西班牙退役足球運動員
- 1948年：相米慎二，日本電影導演（2001年逝世）
- 1949年：布兰登·塔奇科夫，美國國家廣播公司經理（1997年逝世）
- 1949年：金泰榮，韓國陸軍上將（2025年逝世）
- 1949年：拉科什·沙尔马，印度第一位太空人
- 1950年：乌拉姆·侯赛因·马兹卢米，伊朗足球运动员（2014年逝世）
- 1953年，約瑟夫·奧古斯都·扎雷利，即“箱中男孩”，美国费城谋杀案受害者（1957年逝世）
- 1954年：沈小蘭，香港女配音員
- 1955年：傑伊·麥克倫尼，美國作家
- 1956年：大地丙太郎，日本動畫導演
- 1957年：崔世安，澳門特別行政區行政長官
- 1961年：，美國女演員、喜劇演員、製作人
- 1963年：露雲娜，香港女歌手
- 1964年：何晴，中國女演員
- 1966年：帕特里克·丹普西，美國男演員
- 1967年：徐薇，台灣英文補教名師
- 1967年：維克托·布特，俄羅斯軍火商人
- 1968年：恰拉，日本女性創作歌手、演員及音樂人
- 1968年：安迪·賈西，美國企業家，現任亞馬遜公司總裁兼執行長
- 1969年：涼元悠一，日本小說家、遊戲編劇
- 1969年：史蒂芬·亨得利，英国斯诺克选手
- 1970年：珊達·萊梅斯，美國編劇、導演、電視製作人
- 1971年：苗可麗，台灣藝人
- 1972年：谭凯，中國演員
- 1972年：岩居由希子，日本女性聲優
- 1972年：马克·博斯尼奇，前澳大利亞足球運動員
- 1972年：维塔里·谢尔博，白俄羅斯男子競技體操運動員
- 1973年：葉蘊儀，香港女藝人
- 1975年：楊安澤，臺灣裔美國企業家、政治人物
- 1976年：麥可·潘納，美國男演員
- 1976年：马里奥·耶佩斯，哥倫比亞職業足球運動員
- 1977年：，英国电影演员
- 1977年：詹姆斯·波西，美國職業籃球運動員
- 1980年：瑪麗亞·德·薇羅塔，西班牙女性一級方程式賽車手（2013年逝世）
- 1980年：加地亮，日本足球运动員
- 1980年：三宅淳一，日本男性聲優
- 1981年：陳子豐，香港男藝人
- 1982年：巫迪文，中國演員
- 1982年：神尾晉一郎，日本男性聲優
- 1982年：吉列尔莫·科里亚，阿根廷网球运动員
- 1983年：孔慶翔，華裔美國男歌手
- 1983年：伊姆蘭·汗，印度男演員
- 1984年：劉香慈，台灣演員
- 1986年：陶昕然，中國演員
- 1987年：蔡雪瑩，香港女主播
- 1987年：高海寧，香港女藝人
- 1987年：李昇基，韓國男藝人
- 1988年：黑崎真音，日本女歌手、作詞家（2023年逝世）
- 1989年：劉雅瑟，中國女演員、歌手
- 1990年：丁霞，中國女子排球運動員
- 1990年：連恩·漢斯沃，澳大利亞演員
- 1990年：溫琴佐·菲奧里洛，意大利職業足球運動員
- 1991年：楊文璐，中國女子拳擊運動員
- 1993年：三澤紗千香，日本女性聲優
- 1994年：中山優馬，日本男歌手
- 1994年：瓦西里耶·米齊奇，塞爾維亞職業籃球運動員
- 1995年：吴愉，中國女子拳擊運動員
- 1995年：李昇俊，韓國男子偶像團體ONF成員
- 1997年：鄭兆均，香港足球運動員
- 1999年：葛綽瑤，香港女藝人
- 2000年：魏嘉豪，臺灣男子籃球運動員
- 2000年：韩恩智，韓國女子偶像團體EVERGLOW成員

## 逝世
- 前86年：盖乌斯·马略，古罗马军事统帅和政治家（前157年出生）
- 569年：齊武成帝高湛，北齊皇帝（537年出生）
- 703年：持統天皇，日本第41代天皇（645年出生）
- 888年：查理三世，神圣罗马帝国皇帝（839年出生）
- 1200年：奧東一世，勃艮第伯爵（生年不詳）
- 1330年：腓特烈三世，奥地利公爵（约1289年出生）
- 1599年：愛德蒙·史賓沙，英国桂冠诗人（约1552年出生）
- 1691年：乔治·福克斯，英国贵格会创始人（1624年出生）
- 1864年：史蒂芬·福斯特，美國民謠作家（1826年出生）
- 1872年：河上彥齋，日本熊本藩士，幕末四大人斬之一（1834年出生）
- 1906年：亚历山大·波波夫，俄国物理学家和电气工程师（1859年出生）
- 1923年：亚历山大·里博，法国政治家，曾任法国总理（1842年出生）
- 1934年：早田文藏，日本植物學家（1874年出生）
- 1937年：林英灿，中华民国国民革命军将领
- 1941年：詹姆斯·乔伊斯，爱尔兰作家、詩人（1882年出生）
- 1943年：索菲·托伊伯-阿爾普，瑞士藝術家、繪畫工作者、雕塑工作者、舞蹈工作者（1889年出生）
- 1974年：塔德，美國水利專家，黃河工程顧問（1880年出生）
- 1978年：休伯特·汉弗莱，美国政治人物，第38任美国副总统（1911年出生）
- 1988年：蔣經國，中華民國第六、第七任總統，中國國民黨主席，蔣中正長子（1910年出生）
- 1991年：翁江培，香港著名會計師、安永會計師事務所高級合夥人、香港演員伍詠薇前夫（1938年出生）
- 2006年：张刚，中國導演（1935年出生）
- 2010年：方盈，香港女演员（1945年出生）
- 2014年：劉鏡寰，台灣女性人瑞（1900年出生）[1]
- 2015年：施寄青，台灣女性作家、女權運動人士（1947年出生）[2]
- 2016年：馬景賢，台灣兒童文學作家，演員馬念先之父（1933年出生）
- 2017年：安東尼·阿姆斯特朗-瓊斯，英國攝影師、電影製片人，第一代斯諾登伯爵（1930年出生）
- 2022年：葉茂中，中國廣告策劃人（1968年出生）
- 2023年：郭利民，香港唱片騎師（1924年出生）
- 2023年：克拉斯·萊斯坦德，瑞典男子冬季兩項運動員（1931年出生）
- 2023年：茆智，中國節水灌溉工程專家（1932年出生）

## 节假日和习俗
- 全國橡皮鴨日[3]
- 日本：和平紀念日
  - 菸草之日
- 蒙古国：憲法日
- 多哥：解放日
- 美国：史蒂芬·福斯特紀念日